# چیاکسان
چیاکسان (به لاتین: Chiaksan) یک کوه در کره جنوبی است. چیاکسان ۱٬۲۸۸ متر بالاتر از سطح دریا واقع شده‌است.